# Certhia manipurensis
Certhia manipurensis е вид птица от семейство Certhiidae.

## Разпространение
Видът е разпространен в Индия, Лаос, Мианмар, Тайланд и Виетнам.